# Isabelle Fuhrman

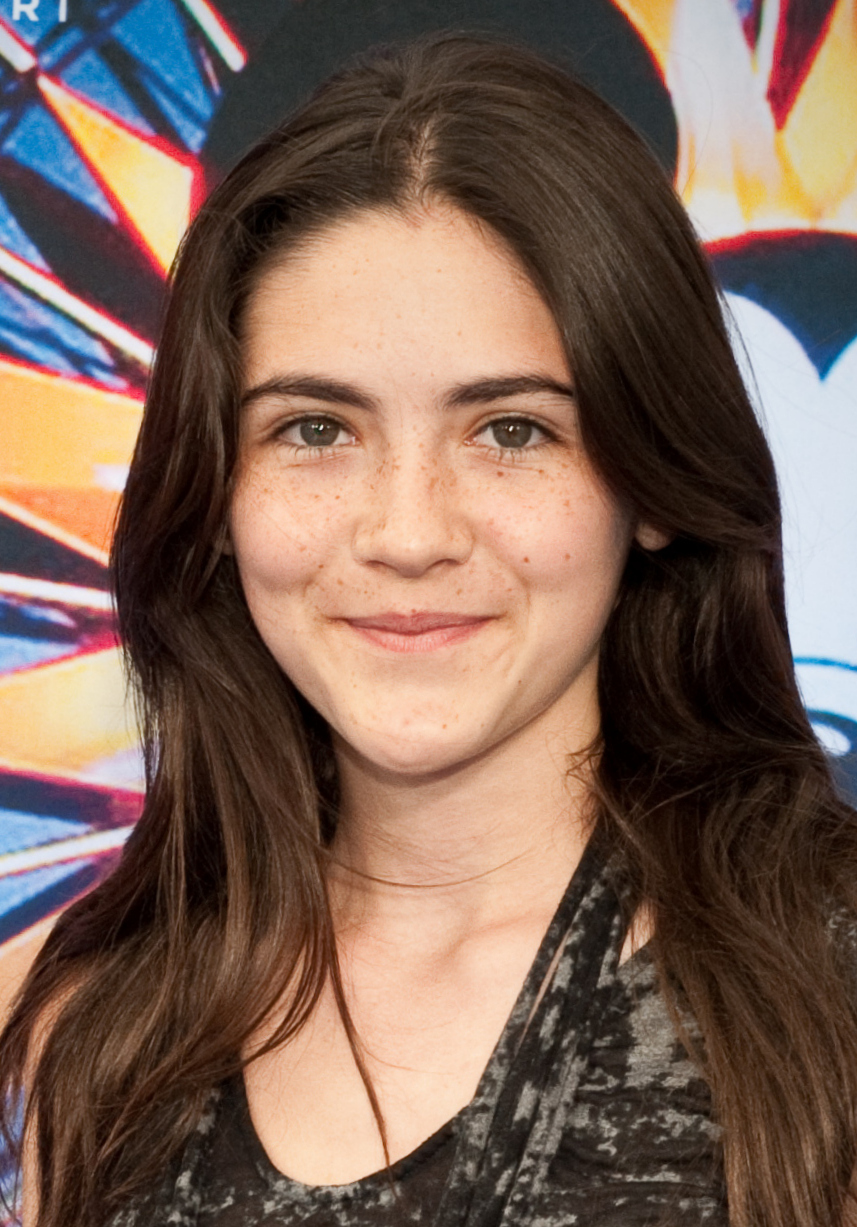
Isabelle Fuhrman

Isabelle Fuhrman, född 25 februari 1997 i Washington, D.C., är en amerikansk skådespelare.
Fuhrman har bland annat spelat Esther i Orphan (2009), Angie Vandermeer i Salvation Boulevard (2011) och Clove i The Hunger Games (2012). Hon har varit skådespelare sedan 2004.

## Filmer
- Hounddog
- Orphan
- A Turtle's Tale: Sammy's Adventures
- Salvation Boulevard
- From Up on Poppy Hill
- The Hunger Games
- The Between
- After Earth
- All the Wilderness
- Snow Queen 2
- Cell
- Dear Eleanor
- 1 Night
- Down a Dark Hall
- Hellbent

### TV serier
- Justice
- Ghost Whisperer
- Children of the Corn
- Pleading Guilty
- The Whole Truth
- Adventure Time
- Masters of Sex